# Super Furry Animals
Super Furry Animals — британская рок-группа, образовавшаяся в 1993 году в Кардиффе, Уэльс, и соединившая в рамках мелодичного брит-попа элементы многочисленных жанров: поп-панка, пауэр-попа, психоделии, техно, арт-рока. Super Furry Animals, лидеры «валлийского движения», возникшего на британской рок-сцене в середине 1990-х годов, исполняли на родном языке значительную часть своего раннего репертуара. Группа декларировала левые взгляды, активно участвовала в политике и писала сатирические тексты, чем радикально отличалась от других валлийских групп своего времени (Gorky's Zygotic Mynci, 60 Ft. Dolls, Catatonia).
Первый же альбом группы, Fuzzy Logic (# 23, UK, 1996) вошёл в итоговые «десятки» многих музыкальных журналов Британии и принёс группе общенациональную известность. В том же году хитами стали синглы «Something 4 the Weekend» и «If You Don’t Want Me to Destroy You». Последующие альбомы группы (Radiator, #8 UK, 1997, Guerrilla, #10 UK, 1999) также получали практически единодушную поддержку критики. Пятый, Rings Around the World (#3, UK, 2001), в работе над которым приняли участие Пол Маккартни и Джон Кейл, был номинирован на Mercury Prize.
Все студийные альбомы группы, включая последний (Dark Days/Light Years, #23 UK, апрель 2009), входили в первую тридцатку UK Albums Chart. Наивысшее достижение Super Furry Animals в UK Singles Chart — # 11 («Northern Lies», 1999).

## Дискография
- Fuzzy Logic (1996)
- Radiator (1997)
- Guerrilla (1999)
- Mwng (2000)
- Rings Around the World (2001)
- Phantom Power (2003)
- Love Kraft (2005)
- Hey Venus! (2007)
- Dark Days/Light Years (2009)